# Edgar Andrews
Edgar Harold Andrews (Didcot, 16 dicembre 1932) è un fisico e ingegnere britannico, professore emerito di Scienza dei materiali alla Queen Mary University of London.

## Formazione, qualifiche e specializzazioni
Dopo aver conseguito una laurea in fisica teorica presso l'Università di Londra nel 1953, Edgar Andrews ha ottenuto un dottorato in fisica applicata nel 1960, e un DSc in fisica nel 1968.
È membro dell'Institute of Physics(FInstP), dell'Institute of Materials, Minerals and Mining (FIMMM), Chartered Engineer (CEng, UK) e Chartered Physicist (CPhys).
Andrews è anche un esperto internazionale sulla scienza dei polimeri.

## Carriera
Dal 1953 al 1955 è stato un ufficiale tecnico presso le Imperial Chemical Industries Ltd., Welwyn Garden City. Dal 1955 al 1963 è stato Senior Physicist presso la British Rubber Producers' Research Association. Dal 1963 al 1968 fu Reader di Scienza dei Materiali alla Queen Mary University. Nel 1967 ha fondato il Dipartimento di Scienza dei materiali al Queen Mary College, di cui è stato il primo preside. È stato Preside della facoltà di Ingegneria dal 1971 al 1974. Dal 1968 al 1998 è stato docente di Scienza dei materiali presso la Queen Mary e il Westfield College.
Oltre al suo lavoro universitario, è stato anche direttore del QMC Industrial Research London (1970-1988), del Denbyware PLC (1971-1981, direttore non esecutivo), del Materials Technology Consultants Ltd (1974-oggi), di Evangelical Press (1975-2004) e del Fire and Materials Ltd (1985-1988). Per cinque anni è stato membro del comitato consultivo scientifico della Neste Oy, la compagnia petrolifera nazionale della Finlandia (che poi ha venduto la sua divisione chimica ed è diventata Neste Oil). Era e rimane il primo presidente della Biblical Creation Society, ed è stato redattore dell’Evangelical Times (1998-2008).
Edgar Andrews è stato per trent’anni consulente della Dow Chemical Company (USA) e per vent’anni della 3M Company. Per molti anni è stato un consulente tecnico in una serie di processi davanti alla British High Court e nei tribunali di Stati Uniti e Canada.
Ha pubblicato oltre 100 tra articoli e libri di ricerca scientifica, e ha scritto due Commenti della Bibbia e varie opere sul rapporto tra scienza e religione. Il suo libro From Nothing to Nature è stato tradotto in dieci lingue.
Attualmente è co-Pastore della Campus Church a Welwyn Garden City nell’Hertfordshire.

## Riconoscimenti e premi
Tra il 28 e il 30 settembre 1972, Edgar Andrews è stato uno dei quattro relatori invitati a rivolgersi ad un pubblico internazionale di oltre 400 scienziati al Simposio di inaugurazione del Michigan Molecular Institute, insieme a premi Nobel Paul J. Flory e Melvin Calvin, e al professor Donald Lyman.
Molti dei suoi articoli di ricerca sono apparsi su Proceedings of the Royal Society, la rivista scientifica più importante della Gran Bretagna.
Nel 1977 Edgar Andrews è stato insignito dell’ A. A. Griffith Medal and Prize dal Materials Science Club per il suo contributo alla Scienza dei materiali.

## Opinioni creazioniste
Edgar Andrews è descritto dallo storico del creazionismo Ronald Numbers come "il più rispettato scienziato creazionista del Regno Unito della fine del XX secolo". Andrews è un battista riformato, e aderisce alla teologia del diluvio di Whitcomb e Morris dal 1960. Tuttavia, Andrews ha respinto alcuni elementi di questa teoria, soprattutto l'accettazione dogmatica di una Terra giovane, arrivando persino a suggerire che il primo giorno della creazione "potrebbe essere di lunghezza indefinita". A pagina 106 del suo ultimo libro Who made God?, Andrews afferma – citando il suo precedente lavoro From Nothing to Nature (capitolo 9) – di credere che tutto l'universo, compresa la terra, sia stato creato ex nihilo, come è riportato nel primo versetto di Genesi, 'senza alcun riferimento a quanto tempo fa ciò è accaduto'.

## Huxley Memorial Debate
Il 16 febbraio del 1986 Edgar Andrews è stato invitato dall’Oxford Union Society a partecipare all’Huxley Memorial debate, dove ha discusso a fianco del chimico A. E. Wilder-Smith con Richard Dawkins e John Maynard Smith sulla questione 'se la dottrina della creazione è più valida della teoria dell'evoluzione'. Gli oppositori, Richard Dawkins e John Maynard Smith, vinsero il dibattito per 198 voti a 115. Il risultato del dibattito è ancora oggi oggetto di polemiche.